# Camponotus bertolonii
Camponotus bertolonii é uma espécie de inseto do gênero Camponotus, pertencente à família Formicidae.